# Championnats d'Europe de judo 1964
Navigation
Édition précédente Édition suivante
La 13e édition des championnats d'Europe de judo, s'est déroulée le 24 avril 1964 à Berlin Ouest, en Allemagne de l'Ouest.

## Résultats

### Individuels amateurs
| Épreuves                    | Or                       | Argent                      | Bronze                                          |
| --------------------------- | ------------------------ | --------------------------- | ----------------------------------------------- |
| moins de 68 kg poids légers | André Bourreau (FRA)     | Anton Linskens (NED)        | Gunter Wiesner (GDR) Eric Hänni (SUI)           |
| moins de 80 kg poids moyens | Anatoly Bondarenko (URS) | Ilya Tsipursky (URS)        | Jan Snijders (NED) Otto Smirat (GDR)            |
| plus de 80 kg poids lourds  | Herbert Niemann (GDR)    | Parnaoz Chikviladze (URS)   | Jean-Claude Brondani (FRA) Tony Mcconnell (GBR) |
| Toutes catégories           | Anzor Kiknadze (URS)     | Jean-Pierre Dessailly (FRA) | Alphonse Lemoine (FRA) Helmut Howiller (GDR)    |

### Individuels professionnels
| Épreuves                    | Or                    | Argent                | Bronze                                         |
| --------------------------- | --------------------- | --------------------- | ---------------------------------------------- |
| moins de 68 kg poids légers | Aron Bogolyubov (URS) | Karl Reisinger (AUT)  | Michel Lesturgeon (FRA) Brian Jacks (GBR)      |
| moins de 80 kg poids moyens | Lionel Grossain (FRA) | Jacques Noris (FRA)   | Peter Snijders (NED) George Kerr (GBR)         |
| plus de 80 kg poids lourds  | Anton Geesink (NED)   | Johan Schaeffer (NED) | Marcel Lenormand (FRA) Anthony Sweeney (GBR)   |
| Toutes catégories           | Anton Geesink (NED)   | Martin Poglajen (NED) | Michel Franceschi (FRA) Franz Gonschorek (GDR) |

### Par équipes
| Épreuve     | Or | Argent                                                                                  | Bronze |
| ----------- | --- | --------------------------------------------------------------------------------------- | --- |
| Par équipes | Union soviétique Aron Bogoljubow Anatoli Bondarenko Parnaoz Tschikwiladse Alfred Karatschuk Anzor Kiknadze Oleg Stepanow | Pays-Bas Coos Bonte Anton Geesink Manfred Kuypers Jaap Mackay Willem Ruska Jan Snijders | France Michel Bourgoin André Bourreau Lionel Grossain Jacques Le Berre Michel Lesturgeon Mathieu Vallauri Allemagne de l'Est Manfred Birkholz Helmut Howiller Herbert Niemann Otto Smirat Günther Wiesner Erich Zielke |

## Tableau des médailles
Les médailles de la compétition par équipes ne sont pas comptabilisées dans ce tableau.
| Rang  | Nation             | Or | Argent | Bronze | Total |
| ----- | ------------------ | -- | ------ | ------ | ----- |
| 1     | Union soviétique   | 3  | 2      | 0      | 5     |
| 2     | Pays-Bas           | 2  | 3      | 2      | 7     |
| 3     | France             | 2  | 2      | 5      | 9     |
| 4     | Allemagne de l'Est | 1  | 0      | 4      | 5     |
| 5     | Autriche           | 0  | 1      | 0      | 1     |
| 6     | Royaume-Uni        | 0  | 0      | 4      | 4     |
| 7     | Suisse             | 0  | 0      | 1      | 1     |
| Total | Total              | 8  | 8      | 16     | 32    |

## Sources
- Podiums complets sur le site JudoInside.com.

- Epreuve par équipes sur le site allemand sport-komplett.de.